# Новая Слободка (Белгородская область)
Новая Слободка — село в Корочанском районе Белгородской области, административный центр Новослободского сельского поселения.

## География
Село Новая Слободка расположено в срединной части Белгородской области, на правобережье реки Кореня, в 9,2 км по прямой к западо-северо-западу от районного центра, города Корочи, в 33,2 км по прямой к северо-востоку от северо-восточных окраин города Белгорода.

## История
Деревня Новая Слободка — «по документам известна с 1667 года» (Прохоров В. А. Надпись на карте. Воронеж, 1977). Деревня относилась к Дворцовой волости. В XVI—XVII веках Дворцовая волость Белгородского уезда занимала «среднее течение рек Кореня и Корочи и была прикрыта с юга лесами».
В 1682 году в Новой Слободке произошло народное восстание.
Перепись 1885 года: Корочанского уезда волостное село Новая Слободка — 433 двора, 22 «промышленных заведения», трактир, 3 торговые лавки. Грамотных — 100 мужчин и 3 женщины, в местной школе — 35 учеников. В волость входило 20 «поселений»: села Новая Слободка, Заячье, Ломово, слободы Алексеевка (Коренёк тож) и Пестуново, деревни Мазикино, Александровка и Сафоновка, хутора Хмелевенький, Тоненький , Плоский, Городище, Долгий, Большой, Кленовый, Хмелевой, Стефанов, Круглый Бродок, Долгий Бродок и Донецкий.
Упомянута Новая Слободка и в томе 2 справочника «Россия...» (1902 год): «Далее, в 21 версте от Подольхов следует Новая Слободка и наконец еще в 12 верстах — уездный город Короча».
В 1932 году в Ново-Слободский сельсовет Корочанского района входили: село Новая Слободка, хутора Березки, Дудки, Луганский, Свиридов и выселки Красный Октябрь. И в последующие годы Новая Слободка оставалась центром сельсовета.
В 1998 году Новая Слободка — центр Новослободского сельского округа (3 села, 6 хуторов) в Корочанском районе Белгородской области; в селе — средняя школа, клуб, участковая больница, почтовое отделение.

## Население
X ревизия (1857—1859 годы) записала в Новой Слободке «1154 души мужского пола».
В 1885 году — 2678 жителей (1414 мужчин и 1264 женщины).
В 1890 году в волостном селе Новой Слободке — 2637 жителей (1402 мужчины и 1235 женщин).
В 1902 году — 2600 жителей.
В 1932 году — 3384 человека.
В 1979 в Новой Слободке проживало 782 человека, в 1989 — 735 (301 мужчина и 434 женщины). В 1998 году — 384 хозяйства, 762 жителя.
| 2002 | 2010 |
| ---- | ---- |
| 693  | ↗846 |

## Интересные факты
Согласно документальному свидетельству 1785 года (которое хранится в Госархиве Белгородской области): «5 февраля экономические крестьяне села Новой Слободки Корочанской округи оказали вооруженное сопротивление дворянскому заседателю Михаилу Шляхову».